# Oscar Silverstolpe

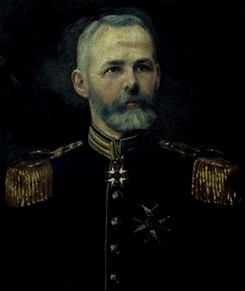
Målning av Oscar Silverstolpe som regementschef för Gotlands infanteriregemente (I 27).

Oscar Fredrik Mascoll Silverstolpe, född den 14 december 1856 i Stockholm, död där den 21 oktober 1927, var en svensk militär.

## Biografi
Silverstolpe blev underlöjtnant vid Närkes regemente 1875, löjtnant 1880, stabsadjutant och löjtnant vid generalstaben 1883. Han blev kapten 1888, major 1895, överstelöjtnant i armén 1898 och överstelöjtnant vid Norra skånska infanteriregementet (I 24) 1899. Silverstolpe blev överste vid Älvsborgs regemente (I 15) 1903, vid Norra skånska infanteriregementet 1906, vid Gotlands infanteriregemente (I 27) 1908 och var militärbefälhavare på Gotland 1908–1912. Han blev generalmajor 1908, i reserven 1912–1921 och var suppleant för ordföranden i direktionen för arméns pensionskassa 1918–1923. Silverstolpe var ledamot av Krigsvetenskapsakademien. Han blev riddare av Svärdsorden 1896, kommendör av andra klassen av samma orden 1904 och kommendör av första klassen 1907.
Silverstolpe var son till generalmajor August Silverstolpe och Augusta Björkman. Han  gifte sig 1888 med Märta Silfverswärd (1865–1908), dotter till major Conrad Silfverswärd och Charlotte Schartau. Oscar Silverstolpe är begraven på Solna kyrkogård.